# Lättvikt i fristil i brottning vid olympiska sommarspelen 1992
Herrarnas brottningsturnering i fristil i viktklassen lättvikt vid olympiska sommarspelen 1992 avgjordes i Barcelona i Institut Nacional d'Educació Física de Catalunya. 

## Medaljörer
| Klass    | Guld                 | Silver                      | Brons                 |
| Lättvikt | Arsen Fadzayev · OSS | Valentin Getzov · Bulgarien | Kosei Akaishi · Japan |

## Resultat
- TO — Vinst genom fall
- SP — Vinst genom överlägsenhet, 12-14 poängs skillnad, förloraren med poäng
- SO — Vinst genom överlägsenhet, 12-14 poängs skillnad, förloraren utan poäng
- ST — Vinst genom teknisk överlägsenhet, 15 poäng skillnad
- PP — Vinst genom poäng, förloraren med tekniska poäng
- PO — Vinst genom poäng, förloraren utan tekniska poäng
- PA — Vinst genom att motståndaren skadas
- DQ — Vinst genom förverkande
- D2 — Båda brottarna diskvalificerade på grund av passivitet  (0-0 poäng)
- DNA — Dök inte upp
- L — Förluster
- ER — Elimineringsrunda
- CP — Klassificeringspoäng
- TP — Tekniska poäng

- PA — Vinst genom att motståndaren skadats

### Elimineringsrunda

#### Pool A
| L        |                        | CP       | TP       |                         | L        |          |
| Omgång 1 | Omgång 1               | Omgång 1 | Omgång 1 | Omgång 1                | Omgång 1 | Omgång 1 |
| -------- | ---------------------- | -------- | -------- | ----------------------- | -------- | -------- |
| 1        | Endre Elekes (HUN)     | 0-4 TO   | 4:54     | Kosei Akaishi (JPN)     | 0        |          |
| 1        | Jesús Rodríguez (CUB)  | 1-3 PP   | 1-2      | Maxim Geller (ISR)      | 0        |          |
| 0        | Fatih Özbaş (TUR)      | 3-1 PP   | 4-2      | Ibo Oziti (NGR)         | 1        |          |
| 1        | Ludwig Küng (SUI)      | 0-4 PA   | 4:19     | Arsen Fadzayev (EUN)    | 0        |          |
| 1        | Calum McNeil (GBR)     | 0-3 PO   | 0-5      | Townsend Saunders (USA) | 0        |          |
| 0        | Francisco Barcia (ESP) |          |          | Bye                     |          |          |
| Omgång 2 |                        |          |          |                         |          |          |
| 1        | Francisco Barcia (ESP) | 1-3 PP   | 1-7      | Endre Elekes (HUN)      | 1        |          |
| 0        | Kosei Akaishi (JPN)    | 3-0 PO   | 1-0      | Jesús Rodríguez (CUB)   | 2        |          |
| 1        | Maxim Geller (ISR)     | 0-3 PO   | 0-2      | Fatih Özbaş (TUR)       | 0        |          |
| 1        | Ibo Oziti (NGR)        | 3-0 PO   | 4-0      | Calum McNeil (GBR)      | 2        |          |
| 0        | Arsen Fadzayev (EUN)   | 3-1 PP   | 4-1      | Townsend Saunders (USA) | 1        |          |
| 1        | Ludwig Küng (SUI)      |          |          | DNA                     |          |          |
| Omgång 3 |                        |          |          |                         |          |          |
| 2        | Francisco Barcia (ESP) | 0-3 PO   | 0-9      | Kosei Akaishi (JPN)     | 0        |          |
| 2        | Endre Elekes (HUN)     | 0-0 D2   | 0-0      | Maxim Geller (ISR)      | 2        |          |
| 1        | Fatih Özbaş (TUR)      | 0-3 PO   | 0-2      | Arsen Fadzayev (EUN)    | 0        |          |
| 2        | Ibo Oziti (NGR)        | 0-4 TO   | 3:33     | Townsend Saunders (USA) | 1        |          |
| Omgång 4 |                        |          |          |                         |          |          |
| 1        | Kosei Akaishi (JPN)    | 1-3 PP   | 1-3      | Arsen Fadzayev (EUN)    | 0        |          |
| 1        | Fatih Özbaş (TUR)      | 3-1 PP   | 5-2      | Townsend Saunders (USA) | 2        |          |
| Omgång 5 |                        |          |          |                         |          |          |
| 1        | Kosei Akaishi (JPN)    | 3-0 PO   | 3-0      | Fatih Özbaş (TUR)       | 2        |          |
| 0        | Arsen Fadzayev (EUN)   |          |          | Bye                     |          |          |

| Brottare                | L | ER | CP |
| ----------------------- | - | -- | -- |
| Arsen Fadzayev (EUN)    | 0 | -  | 13 |
| Kosei Akaishi (JPN)     | 1 | -  | 14 |
| Fatih Özbaş (TUR)       | 2 | 5  | 9  |
| Townsend Saunders (USA) | 2 | 4  | 9  |
| Endre Elekes (HUN)      | 2 | 3  | 3  |
| Maxim Geller (ISR)      | 2 | 3  | 3  |
| Ibo Oziti (NGR)         | 2 | 3  | 4  |
| Francisco Barcia (ESP)  | 2 | 3  | 1  |
| Jesús Rodríguez (CUB)   | 2 | 2  | 1  |
| Calum McNeil (GBR)      | 2 | 2  | 0  |
| Ludwig Küng (SUI)       | 1 | 1  | 0  |

#### Pool B
| L        |                              | CP       | TP       |                              | L        |          |
| Omgång 1 | Omgång 1                     | Omgång 1 | Omgång 1 | Omgång 1                     | Omgång 1 | Omgång 1 |
| -------- | ---------------------------- | -------- | -------- | ---------------------------- | -------- | -------- |
| 1        | Ko Young-Ho (KOR)            | 1-3 PP   | 2-4      | Giorgios Athanassiadis (GRE) | 0        |          |
| 1        | Küllo Kõiv (EST)             | 1-3 PP   | 2-4      | Georg Schwabenland (GER)     | 0        |          |
| 1        | Cris Brown (AUS)             | 1-3 PP   | 3-4      | Gérard Sartoro (FRA)         | 0        |          |
| 1        | Ali Akbarnejad (IRI)         | 1-3 PP   | 2-3      | Valentin Getzov (BUL)        | 0        |          |
| 1        | Ahmad Al-Osta (SYR)          | 1-3 PP   | 2-3      | Chris Wilson (CAN)           | 0        |          |
| Omgång 2 |                              |          |          |                              |          |          |
| 1        | Ko Young-Ho (KOR)            | 3-1 PP   | 3-1      | Küllo Kõiv (EST)             | 2        |          |
| 1        | Giorgios Athanassiadis (GRE) | 0-0 D2   | 0-0      | Georg Schwabenland (GER)     | 1        |          |
| 2        | Cris Brown (AUS)             | 0-3 PO   | 0-4      | Ali Akbarnejad (IRI)         | 1        |          |
| 0        | Gérard Sartoro (FRA)         | 3-0 PO   | 1-0      | Ahmad Al-Osta (SYR)          | 2        |          |
| 1        | Valentin Getzov (BUL)        | 1-3 PP   | 1-3      | Chris Wilson (CAN)           | 0        |          |
| Omgång 3 |                              |          |          |                              |          |          |
| 1        | Ko Young-Ho (KOR)            | 3-0 PO   | 3-0      | Georg Schwabenland (GER)     | 2        |          |
| 2        | Giorgios Athanassiadis (GRE) | 1-3 PP   | 1-5      | Ali Akbarnejad (IRI)         | 1        |          |
| 1        | Gérard Sartoro (FRA)         | 1-3 PP   | 2-9      | Valentin Getzov (BUL)        | 1        |          |
| 0        | Chris Wilson (CAN)           |          |          | Bye                          |          |          |
| Omgång 4 |                              |          |          |                              |          |          |
| 1        | Chris Wilson (CAN)           | 1-3 PP   | 1-2      | Ko Young-Ho (KOR)            | 1        |          |
| 2        | Gérard Sartoro (FRA)         | 0-3 PO   | 0-3      | Ali Akbarnejad (IRI)         | 1        |          |
| 1        | Valentin Getzov (BUL)        |          |          | Bye                          |          |          |
| Omgång 5 |                              |          |          |                              |          |          |
| 1        | Valentin Getzov (BUL)        | 3-1 PP   | 7-5      | Ko Young-Ho (KOR)            | 2        |          |
| 2        | Chris Wilson (CAN)           | 0-3 PO   | 0-1      | Ali Akbarnejad (IRI)         | 1        |          |

| Brottare                     | L | ER | CP | Tiebreaker |
| ---------------------------- | - | -- | -- | ---------- |
| Valentin Getzov (BUL)        | 1 | -  | 10 | 3          |
| Ali Akbarnejad (IRI)         | 1 | -  | 13 | 1          |
| Ko Young-Ho (KOR)            | 2 | 5  | 11 |            |
| Chris Wilson (CAN)           | 2 | 5  | 7  |            |
| Gérard Sartoro (FRA)         | 2 | 4  | 7  |            |
| Giorgios Athanassiadis (GRE) | 2 | 3  | 4  |            |
| Georg Schwabenland (GER)     | 2 | 3  | 3  |            |
| Küllo Kõiv (EST)             | 2 | 2  | 2  |            |
| Cris Brown (AUS)             | 2 | 2  | 1  |            |
| Ahmad Al-Osta (SYR)          | 2 | 2  | 1  |            |

### Slutkamper
|                         | CP        | TP        |                       |           |
| 9:e plats               | 9:e plats | 9:e plats | 9:e plats             | 9:e plats |
| ----------------------- | --------- | --------- | --------------------- | --------- |
| Endre Elekes (HUN)      | DNA       |           | Gérard Sartoro (FRA)  |           |
| 7:e plats               |           |           |                       |           |
| Townsend Saunders (USA) | 3-1 PP    | 6-3       | Chris Wilson (CAN)    |           |
| 5:e plats               |           |           |                       |           |
| Fatih Özbaş (TUR)       | 3-1 PP    | 3-1       | Ko Young-Ho (KOR)     |           |
| Bronsmatch              |           |           |                       |           |
| Kosei Akaishi (JPN)     | 3-0 PO    | 4-0       | Ali Akbarnejad (IRI)  |           |
| Final                   |           |           |                       |           |
| Arsen Fadzayev (EUN)    | 3.5-.5 SP | 13-1      | Valentin Getzov (BUL) |           |